# Grand Prix Cycliste de Québec 2017
8. edycja wyścigu kolarskiego Grand Prix Cycliste de Québec odbyła się 8 września 2017 roku i liczyła 201,6 km. Start i meta wyścigu znajdowały się w Québecu. Wyścig ten figurował w rankingu światowym UCI World Tour 2017.

## Uczestnicy
Na starcie wyścigu stanęło 20 ekip, osiemnaście drużyn jeżdżących w UCI World Tour 2017 i dwa zespoły zaproszone przez organizatorów z tzw. "dziką kartą".
Lista drużyn uczestniczących w wyścigu:
| Numery | Kod | Drużyna              |
| ------ | --- | -------------------- |
| 1-8    | BOH | Bora-Hansgrohe       |
| 11-18  | BMC | BMC Racing Team      |
| 21-28  | QST | Quick-Step Floors    |
| 31-38  | SKY | Team Sky             |
| 41-48  | SUN | Team Sunweb          |
| 51-58  | ORS | Orica-Scott          |
| 61-68  | MOV | Movistar Team        |
| 71-78  | TFS | Trek-Segafredo       |
| 81-88  | ALM | Ag2r-La Mondiale     |
| 91-98  | KAT | Team Katusha-Alpecin |

| Numery  | Kod | Drużyna                |
| ------- | --- | ---------------------- |
| 101-108 | CDT | Cannondale-Drapac      |
| 111-118 | TLJ | Team LottoNL-Jumbo     |
| 121-128 | UAD | UAE Team Emirates      |
| 131-138 | LTS | Lotto Soudal           |
| 141-148 | TBM | Bahrain-Merida         |
| 151-158 | AST | Astana Pro Team        |
| 161-168 | FDJ | FDJ                    |
| 171-178 | DDD | Dimension Data         |
| 181-188 | CAN | Reprezentacja Kanady   |
| 191-198 | ICA | Israel Cycling Academy |

## Wyniki wyścigu
| Miejsce | Zawodnik          | Państwo   | Drużyna           | Czas       |
| ------- | ----------------- | --------- | ----------------- | ---------- |
| 1.      | Peter Sagan       | Słowacja  | Bora-Hansgrohe    | 5h 00' 31" |
| 2.      | Greg van Avermaet | Belgia    | BMC Racing Team   | + 0"       |
| 3.      | Michael Matthews  | Australia | Orica-Scott       | + 0"       |
| 4.      | Alexis Vuillermoz | Francja   | Ag2r-La Mondiale  | + 0"       |
| 5.      | Tim Wellens       | Belgia    | Lotto Soudal      | + 0"       |
| 6.      | Tom-Jelte Slagter | Holandia  | Cannondale-Drapac | + 0"       |
| 7.      | Petr Vakoč        | Czechy    | Quick-Step Floors | + 0"       |
| 8.      | Sep Vanmarcke     | Belgia    | Cannondale-Drapac | + 0"       |
| 9.      | Tony Gallopin     | Francja   | Lotto Soudal      | + 0"       |
| 10.     | Sonny Colbrelli   | Włochy    | Bahrain-Merida    | + 0"       |
|         |                   |           |                   |            |
| 51.     | Łukasz Wiśniowski | Polska    | Team Sky          | + 17"      |
| 66.     | Michał Gołaś      | Polska    | Team Sky          | + 25"      |
| 110.    | Maciej Bodnar     | Polska    | Bora-Hansgrohe    | + 3' 02"   |